# Finale du Championnat d'Europe masculin de basket-ball 2022
La finale du Championnat d'Europe masculin de basket-ball 2022 était le match du Championnat d'Europe masculin de basket-ball 2022. Le match a eu lieu le 18 septembre 2022 dans la Mercedes-Benz Arena, à Berlin,.
Le match mettait en vedette l'Espagne et la France et était une reprise de la finale du Championnat d'Europe de basket-ball 2011 à Kaunas, lorsque l'Espagne gagné de manière convaincante.
L'Espagne a remporté le match, remportant son quatrième titre Eurobasket lors des six derniers tournois.

## En route vers la finale
| Rang | Équipe     | J | V | P | PP  | PC  | Diff | Pts |
| ---- | ---------- | - | - | - | --- | --- | ---- | --- |
| 1    | Espagne    | 5 | 4 | 1 | 431 | 368 | +63  | 9   |
| 2    | Turquie    | 5 | 3 | 2 | 403 | 378 | +25  | 8   |
| 3    | Monténégro | 5 | 3 | 2 | 381 | 378 | +3   | 8   |
| 4    | Belgique   | 5 | 3 | 2 | 384 | 383 | +1   | 8   |
| 5    | Bulgarie   | 5 | 1 | 4 | 427 | 475 | -48  | 6   |
| 6    | Géorgie H  | 5 | 1 | 4 | 381 | 425 | -44  | 6   |

| Rang | Équipe             | J | V | P | PP  | PC  | Diff | Pts |
| ---- | ------------------ | - | - | - | --- | --- | ---- | --- |
| 1    | Slovénie           | 5 | 4 | 1 | 464 | 432 | +32  | 9   |
| 2    | Allemagne H        | 5 | 4 | 1 | 463 | 411 | +52  | 9   |
| 3    | France             | 5 | 3 | 2 | 381 | 379 | +2   | 8   |
| 4    | Lituanie           | 5 | 2 | 3 | 439 | 412 | +27  | 7   |
| 5    | Bosnie-Herzégovine | 5 | 2 | 3 | 412 | 438 | -26  | 7   |
| 6    | Hongrie            | 5 | 0 | 5 | 382 | 469 | -87  | 5   |

Notes:
1. 1 2 3  Turquie 4 pts; Monténégro 3 pts; Belgique 2 pts
2. 1 2  Géorgie 80 - 92 Bulgarie
3. 1 2  Allemagne 80 - 88 Slovénie
4. 1 2  Lituanie 87 - 70 Bosnie-Herzégovine

## Détails du match
| 18 septembre 2022 20h30 | Rapport | Espagne                                                           | 88-76                               | France                                         |  | Mercedes-Benz Arena, Berlin Affluence : 13 042 Arbitres : Boris Krejić Mārtiņš Kozlovskis Ademir Zurapović |
| 18 septembre 2022 20h30 | Rapport | Score par quart-temps : 23-14, 24-23, 19-20, 22-19                |                                     |                                                |  | Mercedes-Benz Arena, Berlin Affluence : 13 042 Arbitres : Boris Krejić Mārtiņš Kozlovskis Ademir Zurapović |
| 18 septembre 2022 20h30 | Rapport | Score par mi-temps : 47-37, 41-39                                 |                                     |                                                |  | Mercedes-Benz Arena, Berlin Affluence : 13 042 Arbitres : Boris Krejić Mārtiņš Kozlovskis Ademir Zurapović |
| 18 septembre 2022 20h30 | Rapport | J. Hernangómez, 27 W. Hernangómez, 8 Brown, 11 J. Hernangómez, 30 | Points Rebonds Passes d. Évaluation | Fournier, 23 Tarpey, 9 Heurtel, 7 Fournier, 20 |  | Mercedes-Benz Arena, Berlin Affluence : 13 042 Arbitres : Boris Krejić Mārtiņš Kozlovskis Ademir Zurapović |